# Bostadsaktiebolag
Bostadsaktiebolag (finska: asunto-osakeyhtiö, informellt ofta husbolag, finska: taloyhtiö) är en finländsk bolagsform vars uppgift är att äga och besitta en eller flera byggnader med lägenheter för aktieägarna, vanligen i flerbostadshus. Denna form av bostadsägande är mycket vanlig i Finland och regleras genom Lag om bostadsaktiebolag. 
Aktierna i ett bostadsaktiebolag berättigar till besittandet av lägenheter eller andra delar av bolagets byggnader. Eftersom en grupp aktier ger besittningsrätt till en viss lägenhet, och aktierna inte kan säljas en och en, talar man ofta om att äga och sälja lägenheten, också om det är aktierna och den därmed sammanhängande besittningsrätten som ägs och säljs. 
Ofta är aktierna som ger besittningsrätt till en lägenhet lika många som antalet kvadratmeter i bostaden, varvid rösträtt och finansieringsansvar automatiskt är i proportion till lägenhetsstorleken, ibland ger en aktie besittningsrätt till en bostad. Vissa lägenheter kan hyras ut direkt av bolaget, vilket ofta är fallet med gårdskarlslägenhet och i byggnaden befintliga affärslägenheter.

## Beslutanderätt
Beslutanderätten i bolaget utövas av bolagsstämman och en av bolagsstämman vald styrelse. En del av styrelsemedlemmarna kan väljas på annat sätt.
På bolagsstämman har varje aktie en röst (vissa specialfall undantagna), om inte annat bestäms i bolagsordningen. Rösträtten per lägenhet kan begränsas till en röst och är i allmänhet begränsad till högst en femtedel av röstetalet vid bolagsstämman. Då aktierna ägs gemensamt, vilket är vanligt makar emellan, skall makarna utse en gemensam representant (vilket ofta endast är en formalitet, ofta närvar och yttrar sig båda).
Ofta har bolaget en disponent, som skall väljas av styrelsen. Disponenten, vars ställning motsvarar en verkställande direktörs i ett vanligt aktiebolag, skall sköta bolagets löpande förvaltning och är i större bolag i allmänhet en utomstående yrkesman, ofta i tjänst hos ett annat bolag med vilket bostadsaktiebolaget ingår avtal om disponenttjänsterna.

## Överlåtelse av aktier
Aktier kan vanligen säljas och på annat sätt överlåtas utan begränsningar. Aktier som ger besittningsrätt till viss lägenhet eller visst utrymme skall överlåtas och annars hanteras som en enhet. Bolagets rätt att köpa egna aktier är begränsad.
I bolagsordningen kan bestämmas att bolagets aktieägare, bolaget självt eller ett namngivet offentligt samfund har rätt att lösa in aktier som övergått till ny ägare till exempel genom försäljning (förköpsrätt).

## Lägenheterna
Aktieägare är skyldiga att sköta normalt underhåll av lägenheten. Bolaget är ansvarigt för vissa typer av reparationer. Ansvarfördelningen kan regleras i bolagsordningen.
Ändringsarbeten kräver tillstånd om de kan medföra skada på byggnaden eller men för andra aktieägare. Vissa arbeten kräver alltid minst anmälan till styrelse eller disponent.
Lägenheten kan hyras ut tillfälligt eller, om annat inte bestäms i bolagsordningen, godtyckligt. Begränsningar i bolagsordningen förekommer ofta för att huset byggts med Arava-finansiering. Aktieägaren betraktas inte som hyresgäst.
I större bostadsaktiebolag har hyresgäster rätt att delta i bolagsstämman, då vissa typer av ärenden (ordningsregler, renovering av gemensamma utrymmen) skall behandlas.
Bolaget kan efter skriftlig varning genom beslut i bolagsstämman ta en lägenhet i besittning i högst tre år om den används för annat än i bolagsordningen avsett ändamål, det förs störande liv i lägenheten eller aktieägaren annars på vissa sätt väsentligt försummar sina förpliktelser. Lägenheten skall då hyras ut, i första hand till dem som redan bor i lägenheten, om inte dessa är de som förbrutit sig.

## Bolagsvederlag
Bolagets kostnader täcks i allmänhet till största delen av bolagsvederlag (finska: yhtiövastike), ofta jämnt fördelat mellan aktierna. Olika utgifter kan fördelas på olika grunder mellan aktieägarna, till exempel betalas utgifter för vattenförbrukning i allmänhet enligt personantal, nuförtiden även enligt förbrukning. 
Då bolaget upptar lån, räknas ränta och amorteringar på lånet för sig, och varje aktieägare har möjlighet att betala sin andel av lånet och därmed lösas från dessa utgifter.
Aktieägarna svarar inte personligen för bolagets förpliktelser.

## Historia
Den gällande finska lagen om bostadsaktiebolag trädde i kraft den 1 juli 2010. Den gamla lagen om bostadsaktiebolag trädde i kraft 1992 och ersatte då motsvarande lag från 1926. Tidigare var bostadsaktiebolagen vanliga aktiebolag.

## Motsvarigheter i andra länder
I många länder, bland annat Sverige, finns aktiebolag som genom ägande och förvaltande av bostäder kan benämnas bostadsaktiebolag eller bostadsföretag.
I Sverige stiftades lagen om bostadsrättsföreningar 1930. Innan dess hade man vanligen bostadsrätt[källa behövs] genom bostadsföreningar eller bostadsaktiebolag.